# راقينالدو
راقينالدو (8 يوليو 1992 ببارريتوس في البرازيل - ) هو لاعب كرة قدم برازيلي في مركز الدفاع.

## وصلات خارجية
- راقينالدو على موقع قاعدة بيانات كرة القدم.إي يو (الإنجليزية)
- راقينالدو على موقع Soccerway.com (الإنجليزية)